# سباتا
سباتا (Σπάτα) هي مدينة في إقليم أتيكا في اليونان.